# Avatar (gruppo musicale)
Gli Avatar sono un gruppo melodic death metal svedese.

## Storia
Gli Avatar nascono a Göteborg a cavallo tra il 2001 e il 2002 e firmano il loro esordio in pubblico nel gennaio del 2003. Proprio nel 2003 esce il loro primo demo intitolato Personal Observations, seguito nel 2004 dall'EP 4 Reasons to Die.
Tra il 2003 ed il 2005 la band si esibisce principalmente tra Göteborg e dintorni con una quarantina di date.
Nel 2005 escono i due singoli My Shining Star e And I Bid You Farewell che verranno inseriti nel primo album della band, intitolato Thoughts of No Tomorrow, pubblicato all'inizio del 2006.
L'album segna ottime vendite in Svezia e la band suona come supporter degli Impaled Nazarene in una decina di date del loro tour tra Repubblica Ceca, Paesi Bassi e Gran Bretagna.
Nell'autunno del 2006 la band si esibisce ancora come supporter per il tour europeo degli Evergrey in una ventina di date che toccano Germania, Spagna, Francia, Danimarca e Gran Bretagna.
Sempre nel 2006 esce il primo video degli Avatar della canzone My Shining Star.
A inizio 2007 esce il secondo album della band dal titolo Schlacht e del brano che dà il titolo all'album viene realizzato un videoclip.
Proprio nei primi mesi del 2007 gli Avatar supportano gli In Flames in un tour tra Norvegia e Svezia. Tra gennaio e febbraio del 2008 girano l'Europa dividendo il palco con le band Obituary e Holy Moses. Nel marzo dello stesso anno sono invitati a suonare ad Austin, Texas assieme a Sabaton ed Enslaved.
Tra il 2008 e il 2009 durante le molte date in terra svedese gli Avatar suonano come supporter per Megadeth, Slayer, Arch Enemy, Backyard Babies e Hardcore Superstar. Proprio insieme a questi ultimi tra ottobre e novembre 2009 effettuano un nuovo tour europeo che tocca anche l'Italia con date a Milano, Roma, Bologna e Roncade.
L'11 novembre 2009 la band pubblica il suo terzo album dal titolo Avatar da cui è stato estratto il singolo The Great Pretender, di cui viene realizzato anche un videoclip insieme alla canzone Queen of Blades.
Il 5 febbraio 2010 firmano un accordo con la Sony Music Entertainment Germany per la distribuzione del loro terzo album sul territorio tedesco.
Nel 2010 accompagnano come opener il tour europeo dei newyorkesi Warrior Soul in Germania, Regno Unito, Paesi Bassi, Svezia ed il tour scandinavo dei Dark Tranquillity.
Nel 2012 pubblicano il loro quarto album, intitolato Black Waltz. Nel 2013 accompagnano come gruppo spalla gli Avenged Sevenfold nel loro tour europeo insieme ai Five Finger Death Punch, in sostituzione dei Device, che hanno dovuto interrompere il loro tour a causa della nascita del figlio del cantante David Draiman.
L'11 marzo 2014 annunciano le date di pubblicazione del quinto album, intitolato Hail the Apocalypse. Il 17 marzo viene pubblicato il video musicale del primo singolo omonimo estratto dall'album.
l'11 dicembre 2015, il gruppo annuncia l'entrata in studio con il produttore Sylvia Massy per le registrazioni del sesto album. Il 3 marzo viene pubblicato il singolo For the Swarm, che anticipa l'uscita di Feathers & Flesh, pubblicato il 13 maggio 2016.

## Formazione

### Formazione attuale
- Johannes Michael Gustaf Eckerström – voce (2001-presente)
- Jonas Kungen Jarlsby – chitarra (2001-presente)
- Tim Öhrström – chitarra (2011-presente)
- Henrik Sandelin – basso (2001-presente)
- John Alfredsson – batteria (2001-presente)

### Ex componenti
- Simon Andersson – chitarra (2001-2011)

## Discografia

### Album in studio
- 2006 – Thoughts of No Tomorrow
- 2007 – Schlacht
- 2009 – Avatar
- 2012 – Black Waltz
- 2014 – Hail the Apocalypse
- 2016 – Feathers & Flesh
- 2018 – Avatar Country
- 2020 – Hunter Gatherer
- 2023 - Dance Devil Dance

### Album dal vivo
- 2019 – The King Live in Paris

### Demo
- 2003 – Personal Observations

### EP
- 2004 – 4 Reasons to Die
- 2011 – Black Waltz EP

### Singoli
- 2005 – My Shining Star
- 2005 – And I Bid Your Farewell
- 2009 – The Great Pretender
- 2014 – Hail the Apocalypse
- 2014 – Bloody Angel
- 2016 – For the Swarm
- 2017 – A Statue of the King
- 2018 – The King Welcomes You to Avatar Country
- 2020 – Colossus
- 2023 - The Dirt I'm Buried In